# Relações entre Estados Unidos e Síria
As relações entre Estados Unidos e Síria são oficialmente inexistentes, pois estão suspensas desde 2012 devido à Guerra Civil Síria. As questões prioritárias entre os dois países incluem o conflito árabe-israelense, a anexação israelense das Colinas de Golã e a Guerra do Iraque.

## História

### 1835-1957
As relações oficiais começaram em 1835, quando os Estados Unidos nomearam os primeiros cônsules estadunidenses para Aleppo, que era então uma parte do Império Otomano. Após a independência síria ser declarada em 1946, os Estados Unidos estabeleceram um consulado em Damasco. Em 7 de setembro de 1946, os Estados Unidos reconheceram a Síria independente, nomeando George Wadsworth à missão diplomática.

### 1957–1990
Como resultado de uma tentativa fracassada de golpe de Estado de 1957 da Agência Central de Inteligência (CIA) para derrubar o presidente sírio Shukri al-Quwatli, a Síria pediu ao embaixador estadunidense James S. Moose para que deixasse Damasco. Reciprocamente, o embaixador sírio, Faris Zain Al-Din, foi convocado para a Síria.  Mais tarde, as relações Estados Unidos-Síria seriam rompidas novamente em 1967, após a Guerra dos Seis Dias (Guerra Árabe-Israelense), que resultou na ocupação israelense das Colinas de Golã. Na sequência da conclusão do Acordo de Desengajamento entre Israel e Síria, as relações retomaram-se em junho de 1974 e, posteriormente, o presidente dos Estados Unidos Richard Nixon, visitou Damasco numa viagem oficial.

### 1990–2000
Durante a Guerra do Golfo em 1990-1991, a Síria cooperou com os Estados Unidos como membro da coalizão multinacional de forças. Os Estados Unidos e a Síria também  cooperaram estreitamente no Acordo de Taif que encerrou a Guerra Civil Libanesa. Em 1991, o presidente sírio Hafez al-Assad tomou uma decisão histórica ao aceitar o convite do então presidente Bush para participar de uma conferência de paz no Oriente Médio e iniciar negociações bilaterais subsequentes com Israel. A Síria melhorou suas relações com os Estados Unidos ao garantir a libertação de reféns ocidentais no Líbano e levantar as restrições de viagem aos judeus sírios. Durante todo o governo Clinton houve várias tentativas de envolver al-Assad nas negociações de paz no Oriente Médio. Estas incluem várias cimeiras presidenciais; a última ocorreu quando o então presidente Bill Clinton se encontrou com o presidente Hafez al-Assad em Genebra, em março de 2000.

## 2001–2008
Na sequência dos ataques de 11 de setembro nos Estados Unidos em 2001, o governo sírio deu inicio a uma cooperação limitada com os Estados Unidos na Guerra ao Terror. Em um desses casos, a inteligência síria alertou os Estados Unidos de um plano da Al Qaeda semelhante ao bombardeio ao USS Cole, cujo propósito era fazer voar uma asa delta carregada com explosivos para a sede da Quinta Frota da Marinha dos Estados Unidos no Bahrein. A Síria era um dos destinos mais comuns para os Estados Unidos enviarem cativos fora de suas fronteiras para serem torturados, um programa conhecido como "rendição extraordinária".
A oposição da Síria à Guerra do Iraque deteriorou as relações. Sérias controvérsias surgiram porque o governo sírio não conseguiu impedir que os combatentes estrangeiros usassem as fronteiras sírias para adentrar no Iraque e se recusou a deportar os indivíduos do antigo governo de Saddam Hussein que apoiavam a insurgência iraquiana. Por sua vez, as autoridades sírias tinham preocupações devido ao grande afluxo de refugiados iraquianos em seu país.
Questões do interesse estadunidense incluíram a sua interferência permanente nos assuntos libaneses, sua proteção síria a liderança dos grupos rejeicionistas palestinos em Damasco, seu histórico de violações dos direitos humanos e sua busca por armas de destruição em massa. As relações diminuíram após o assassinato do ex-primeiro-ministro libanês Rafik Hariri. Em fevereiro de 2005, na sequência do assassinato de Hariri, os Estados Unidos retiraram seu embaixador de Washington.
Em 2008, a CIA e o Joint Special Operations Command (JSOC) realizaram uma operação paramilitar na cidade de Sukkariyeh, em Abu Kamal. Um relatório posterior revelou que operações semelhantes vinham ocorrendo na Síria, Paquistão e em outros lugares desde 2004. 